# Ітаґакі Тайсуке
Ітаґа́кі Та́йсуке (яп. 板垣退助, いたがきたいすけ; 21 травня 1837 — 16 липня 1919) — японський політичний, військовий і державний діяч. Один з командирів Імператорських сил в громадянській війні Босін (1868—1869), керівник демократичного руху за волю і народні права (1874—1890). Засновник Патріотичної громадської партії (1874), Товариства самодопомоги (1874), Патріотичного товариства (1875) та Конституційно-ліберальної партії Японії (1890). Голова Ліберальної партії (1881—1884) і Конституційно-ліберальної партії (1891 — 1898). Міністр внутрішніх справ (14 квітня 1896 — 20 вересня 1896, 30 червня 1898 — 8 листопада 1898). Граф. Справжнє ім'я — Інуї́ Масака́та (яп. 乾正形). Псевдонім — Мукей.

## Короткі відомості

### Молоді роки
Ітаґакі Тайсуке народився 21 травня 1837 в призамковому містечку Накадзіма Тоса-хану, в самурайській родині. Його батько Інуї Масанорі був гвардійцем володаря хану і мав щорічний дохід у 220 коку. 1860 року, після смерті батька, Тайсуке успадкував гвардійський пост.
На початку 1861 року Тайсуке став завідувачем ханських комор. В листопаді того ж року, завдяки протекції володаря хану Ямауті Тойосіґе, його призначили заступником володаря Тоса-хану в Едо. Наприкінці того ж року молодий адміністратор обіймав посаду таємного слуги володаря, а 1862 року — посаду його приватного радника.
В юності Тайсуке був прихильником радикальної ідеї вигнання іноземців з Японії, однак з часом змінив свою позицію на помірковану. Він перебував у конфронтації з радикальною «Партією монархістів» під керівництвом Такеті Дзуйдзана. 1865 року, разом із Ґото Сьодзіро, Тайсуке виконував обов'язки старшого слідчого на судовому процесі над цією партією. Після суду її провідників піддали тортурам і стратили.
В червні 1867 року, повертаючись додому з Едо через Кіото, Тайсуке познайомився із Сайґо Такаморі завдяки посередництву Накаоки Сінтаро. Він уклав таємний договір між Сацума-ханом і Тоса-ханом про повалення сьоґунату Токуґава. Повернувшись до Тоси, 30-літній політик розпочав підготовку до збройного виступу.

### Реставрація Мейджі
Після проголошення ліквідації сьоґунату та реставрації Мейджі в січні 1868 року в Японії спалахнула громадянська війна, в якій Тайсуке виступив на боці нового Імператорського уряду. Він сформував «блискавичний загін» із тисячі самураїв Тоса-хану й вирушив до Кіото на підтримку монархії. На своєму шляху «блискавичні» розбили сили прибічників відновлення сьоґунату — війська Каваное-хану, Маруґаме-хану, Такамацу-хану та інших, і на початок лютого прибули до японської столиці. В Кіото уряд призначив Тайсуке головним генералом передового фронту в регіоні Тосан, доручивши йому військові загони близько 600 проурядових ханів. Саме в цей період генерал змінив своє родове ім'я Інуї Іносуке на Ітаґакі Тайсуке. До грудня 1868 року він підкорив Оґакі-хан, провінцію Сінано, Кофу-хан, Хатіодзі-хан, Уцуномія-хан і Айдзу-хан, які опиралися Імператору, і повернувся на батьківщину в Тосу.
1869 року Тайсуке взяв участь в адміністративній реформі, що мала на меті ліквідацію автономії ханів та централізацію країни. 1871 року за заслуги його призначили на посаду Імператорського радника. 1873 року, разом із Сайґо Такаморі, Тайсуке наполягав на необхідності завоювання Кореї. Проте його група зазнала поразки під час урядових дебатів, у зв'язку з чим він склав з себе повноваження радника і пішов у відставку.

### Громадський діяч
З 1874 року Тайсуке очолив громадський рух за волю і народні права, який вимагав демократизації країни. В січні того ж року він спільно із Ґото Сьодзіро заснував Патріотичну громадську партію і подав уряду Петицію з вимогою скликання всенародного Парламенту. В березні 1875 року Тайсуке знову обіймав посаду Імператорського радника, але через розходження в поглядах з іншими урядовцями вийшов зі складу уряду в жовтні того ж року. Після цього він повністю присвятив себе участі в русі за волю і народні права.
В жовтні 1881 року Тайсуке став одним із засновників і лідерів Ліберальної партії Японії. У квітні 1882 року під час прогулянки в Ґіфу на нього було скоєно замах. Поранений Тайсуке звернувся до злочинця зі словами, які стали крилатим висловом в Японії: «Можеш вбити мене, але свобода — безсмертна!».
З листопада 1882 по червень 1883 року Тайсуке подорожував країнами Європи та США. По поверненню в Японії він став прихильником розпуску Ліберальної партії та, після нарад із її керівництвом в жовні 1884 року, взяв участь у її ліквідації. В травні 1887 року за заслуги перед троном Імператор надав Тайсуке титул графа і прирівняв до японської титулованої шляхти. Той тричі відмовлявся від титулу, але врешті-решт в липні погодився прийняти його за умови, що титул не передаватиметься його нащадкам у спадок. З серпня того ж року Тайсуке розробив і подав Імператору свої проєкти про заснування Парламенту, впровадження свободи слова та системи вихідних, нарощування потужності воєнно-морського флоту, перегляд нерівноправних договорів з іноземними державами тощо. Після цього він полишив Токіо, переїхавши на батьківщину в Коті.
В березні 1889 року, в громадському русі «Велика єдність», який очолював Ґото Сьодзіро, стався розкол між прибічниками співпраці з урядом Куроди Кійотаки та його непримиримими опонентами. За намовлянням Ґото, Тайсуке прибув до Токіо і в травні 1890 року вирішив реорганізувати рух на базі Патріотично-публічної партії. У вересні того ж року він об'єднав цю партію із залишками Ліберальної партії та клубом «Велика єдність», і утворив Конституційно-ліберальну партію. Вона виступала з гострою критикою уряду, вимагала встановлення системи вихідних днів та скорочення витрат на урядову адміністрацію. Проте в лютому 1891 року, на першому з'їзді партії, Тайсуке довідався, що її делегати від Тоси підкуплені урядом і, відчуваючи свою відповідальність за це, склав свій партійний квиток. За місяць він повернувся до керівництва Конституційно-ліберальної партії й був обраний її головою.
1895 року Тайсуке розпочав переговори з урядом Іто Хіробумі і у квітні 1896 року увійшов до його складу, зайнявши пост міністра внутрішніх справ. Однак вже в вересні того ж року він полишив посаду і зосередився на партійній діяльності. В червні 1898 року Тайсуке повторно зайняв пост міністра внутрішніх справ в уряді Конституційної партії, але в жовтні вдруге пішов у відставку. Згодом він покинув політику і зайнявся соціальними проблемами. 1904 року Тайсуке організував Товариство вдосконалення звичаїв, яке видавало журнал «Дружба і любов», а 1907 року опублікував свою роботу «Шляхтич на одне покоління», в якій закликав припинити практику успадковування титулів і посад для суспільного стану кадзоку.
16 липня 1919 року 83-річний Ітаґакі Тайсуке помер в Токіо.